# Wyspiańskiego
Wyspiańskiego – osiedle mieszkaniowe w warszawskiej dzielnicy Żoliborz.

## Położenie i charakterystyka
Osiedle znajduje w Warszawie się na obszarze Miejskiego Systemu Informacji Stary Żoliborz, na terenie tzw. Żoliborza Urzędniczego. Położone jest wzdłuż ulicy Stanisława Wyspiańskiego i wokół placu Dionizego Henkla. Na osiedle składa się pięć budynków o adresach pl. Henkla 2 i 6 oraz ul. Wyspiańskiego 5, 6/8 i 7. Tworzą one wydłużony plac z centralnym skwerem otoczonym dwiema jezdniami wzdłuż ulicy Wyspiańskiego oraz ciasny, okrągły pierścień wokół placu Henkla.

## Historia
Osiedle zaprojektowali w latach 1951–1952 Jacek Nowicki we współpracy z Bogusławem Karczewskim. W okresie od 1953 do 1956 roku powstało łącznie 500 mieszkań. Za realizację odpowiadało przedsiębiorstwo ZBW-1. W celu realizacji inwestycji niezbędne były wyburzenia pozostałości zabudowy po działaniach zbrojnych prowadzonych w czasie powstania warszawskiego.
Przed wojną w miejscu tym istniała zabudowa willowa i jednorodzinna, a także korty tenisowe. Wokół pl. Henkla stały budynki zaprojektowane przez Romualda Gutta. W latach 1922–1925 wybudowano szeregowe wille o dwóch kondygnacjach i czterospadowych dachach w stylu dworkowym, reprezentujące architekturę modernizmu.

## Architektura
Budynki mają po trzy kondygnacje, a także wysokie mansardowe dachy z lukarnami, pokryte czerwoną dachówką. Występują szklane wystawki w narożnikach dachów, oświetlające klatki schodowe oraz przejazdy bramne. Narożniki placu wokół ul. Wyspiańskiego wieńczą wieżyczki.
Mieszkania mają od jednego do trzech pokoi. Część ma wyjścia na ogródki. Zaprojektowano także garaż podziemny z wjazdem od ul. Popiełuszki (ówczesnej Stołecznej) z przeznaczeniem na samochody oraz rowery. Oprócz części mieszkalnej zaplanowano miejsce na żłobek i dwa przedszkola. W centralnej części placu wzdłuż ul. Wyspiańskiego powstał plac zabaw.
Inspiracją przy projektowaniu osiedla była zabudowa małych miast. Chociaż zespół budynków powstał w schyłkowym okresie realizmu socjalistycznego, nawiązują one do przedwojennego stylu dworkowego i prowincjonalnego baroku (podobną architekturę ma plac Słoneczny, również zaprojektowany po wojnie przez Jacka Nowickiego).
Wszystkie budynki osiedla od lipca 2012 roku znajdują się w gminnej ewidencji zabytków m.st. Warszawy (ID: ZOL21511, ZOL21512, ZOL21513, ZOL21514, ZOL21515).

## Galeria
| - Makieta osiedla opublikowana na łamach tygodnika „Stolica” w 1953 roku - Plac Henkla, widok z powietrza - Cześć osiedla przy ul. Wyspiańskiego |